# Theodor Franz Joseph Schermann
Theodor Franz Joseph Schermann (* 19. Januar 1878 in Ellwangen; † 22. Juni 1922 in Rottweil) war ein deutscher katholischer Theologe und Kirchenhistoriker. 
Schermann studierte 1896–1899 katholische Theologie, Philologie und Philosophie in Wien und München. Im Anschluss daran arbeitete er als Referent für die Volksfortbildung an der Amalien- und Schwindschule. Am 12. Juli 1900 empfing er die Priesterweihe. Im Folgejahr promovierte er mit einer Arbeit über die Gottheit des Heiligen Geistes im Verständnis der griechischen Kirchenväter des vierten Jahrhunderts. Kirchengeschichtliche und archäologische Studien führten ihn nach Paris, Rom und Neapel. 1905 erfolgte seine Habilitation im Fach Kirchengeschichte (Patrologie) an der Universität München. Er war dort seit 1905 als Privatdozent tätig, seit 1910 als außerordentlicher Professor für Kirchengeschichte und christliche Archäologie. Im Jahr 1918 trat er aus der katholischen Kirche aus und promovierte im gleichen Jahr zum Dr. phil. Im Jahr 1919 verlor er seine Professur.